# CITY-DT
CITY-DT（チャンネル57）は、カナダ・オンタリオ州トロントにあるテレビ局で、シティーネットワークの旗艦局として機能している。同ネットワークの親会社であるロジャーズ・スポーツ&メディアと、オムニ・テレビジョンのアウトレットであるCFMT-DT（チャンネル47）及びCJMT-DT（チャンネル40）によって直営されている。ダウンタウン・トロントにあるヤング＝ダンダス・スクエアの33 ダンダス・ストリート・イーストにあるスタジオを共有し、CITY-DTの送信所はCNタワーの上にある。

## 歴史

1972年から2005年まで使用されたシティーロゴの以前のバージョン。

1972年9月28日に開局し、トロント地域の全てのVHFライセンスが他の当事者によって取得されたため、ここに割り当てられたUHFチャンネル79で放送した。独立局として運用し、送信所は31 kWの実効放射電力で運用した。創設者の所有グループであるChannel Seventy-Nine Ltd.は、とりわけ、フィリス・スウィッツァー、モーゼス・ズナイマー、ジェリー・グラフスタイン、エドガー・コーワンで構成されていた。4人の主要な所有者は開局を支援するために200万ドル以上を調達し、グラフスタインは必要な資金の約50％を調達し、ズナイマーは約25％を調達し、残りはスウィッツァーとコーワンによって発生した。チャンネル79ライセンスは、1971年11月25日に付与された。かつてのエレクトリック・サーカスナイトクラブのチャーチ・ストリート近くの99 クイーン・ストリート・イーストにあるスタジオ施設から運営されていた。
早い段階で資金を失い、1975年までに借金をしていた。マルチプル・アクセス株式会社（Multiple Access Ltd.、モントリオールのCFCF-TVの所有者）は、CITYの45％の権益を購入し、3年後にその株式をCHUMリミテッドに売却した。1981年にCHUMによって完全に購入され、モーゼス・ズナイマーのCITYへの権益が売却された。ズナイマーは、2003年に管理職を引退するまで、幹部として留まったが、いくつかの制作プロジェクトでCITYと協力し続けた。
1976年、メイン送信所はCNタワーからの208 kWで放送を開始した。1982年のCCIR国際大会の結果として、高帯域UHFチャンネル70〜83に対応する周波数を新しいAMPS携帯電話システムに再割り当てするという産業省の決定の結果、1983年7月1日にチャンネル割り当てを切り替え、UHFチャンネル57に移動した。1986年9月1日、再放送送信所がウッドストックで運用され（チャンネル31のCITY-TV-2、ロンドン近郊でも使用可能）、1996年にオタワに別の送信所が設置された（チャンネル65のCITY-TV-3）。

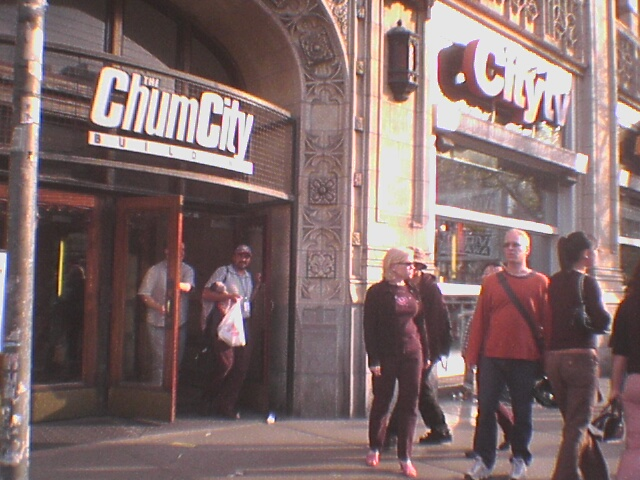
299 クイーン・ストリート・ウェスト、Citytv Trontoの旧拠点。

1987年5月、CITY及びその他のCHUMが所有するテレビ施設は、市内で最も有名なランドマークの1つとなった299 クイーン・ストリート・ウェストにある本社に事業を移転した。1998年3月30日、CHUMはケーブルパルス24（CablePulse 24、CP24）を立ち上げた。同チャンネルの番組では、CITY-TVのニューススタッフからのアンカーと、CITY-TVのニューススタッフによるリポートの掲載、『シティーパルス』の再放送、CITYや他のCHUM加盟局からの厳選された番組を取り上げている。
ブランドを他の主要市場に拡大する努力にもかかわらず、CITYは30年間、放送中を「Citytv」として識別する唯一のカナダの放送局だった。「Citytv」と「CITY」は局の交換可能な名前として機能する。しかし、2001年7月、CHUMはバンクーバーのCKVU-TVをキャンウェスト・グローバル・コミュニケーションズから購入し、CKVUは2002年7月にブランドを「Citytv」に変更し、 Citytvを2放送局システムにした。2005年、CHUMがA-Channelテレビ局及びクレイグ・メディアが所有するその他の資産を購入した後、カルガリー（CKAL-TV）、エドモントン（CKEM-TV）、ウィニペグ（CHMI-TV）にさらに3つのCitytv加盟局が追加された（既存のA-Channelブランドが刷新され、CHUMの以前のNewNet加盟局に移管された）。2005年8月2日に3つのA-Channel加盟局がCitytvブランドに切り替わった時、主力の『シティーパルス』は『シティーニュース（CityNews）』に名前が変更された。

### ロジャーズ・メディアへの売却

同ネットワークが「City」としてブランド化されたときに使用されたロゴ

2006年7月12日、CTVグローブメディアは、CHUMリミテッドと、Citytv加盟局を含む資産、及び関連するケーブル資産を17億ドルで買収する提案を発表した。CTVは既に全てのCitytv市場（CTVが直営しているトロントのチャンネル9・CFTO-TVを含む）でテレビ局を所有しているため、カナダ・ラジオテレビ通信委員会（CRTC）は、CHUM購入の承認の条件として、Citytv加盟局の売却を規定した。その後、Citytv加盟局（CITYを含む）はロジャーズ・コミュニケーションズに売却された。売却は2007年9月28日にCRTCによって承認され、ロジャーズは同年10月31日に所有権を取得しました。CTVは、現在CTVが所有しているCHUMの専門テレビチャンネル（CP24、マッチミュージック、スター! 、ブラボー!、 スペースなど）が残る299 クイーン・ストリート・ウェストの所有権を維持した。そのため、ロジャーズはCITY-TVの運営のための新しい拠点を見つけなければならなかった。ロジャーズはその後、トロントのテレビ局の運営を収容するために、ダンダス・スクエアの端にある旧オリンピック・スピリットビルである33 ダンダス・ストリート・イーストを購入した。2009年9月8日に新しい施設に移転した。
Citytvシステムは、ジム・パティソン・グループがカムループス（CFJC-TV）、プリンス・ジョージ（CKPG-TV）、メディシンハット（CHAT-TV）の放送局で同システムの番組を放送する契約に署名した2009年にカナダ西部に拡大した。ロジャーズは、2012年9月にパティソン所有局の長期提携更新契約に署名した。ロジャーズは、サスカチュワン州のケーブル専用チャンネル（Citytv Saskatchewan）とモントリオールの放送局（CJNT-DT）でさらに2つのアウトレットを獲得し、2013年から全国的な放送範囲を拡大し、シティーをテレビシステムからテレビネットワークに効果的に変換した。
2011年10月3日、ロジャーズ・メディアは、CITY-DTのニュース部門のリソースを活用した、トロント地域向けの24時間地域ニュースチャンネルである「シティーニュースチャンネル」と、ロジャーズが所有するその他のニュース及びオールニュースラジオ局のCFTR（680 AM）とマクリーンズなどのメディアプロパティを立ち上げた。同チャンネルはCFTRと同じニュースホイール形式を使用しており、毎時冒頭・終盤に交通情報と天気予報があり、毎時15分・45分にスポーツニュースがあり、毎時26分・56分にビジネスニュースがある。ローリングニュース番組に加えて、シティーニュースチャンネルは、Citytv Torontoのニュース番組の同時放送と、CFTRからの音声フィードを夜間に放送した。財政難のため、ロジャーズは2013年5月30日にシティニュースチャンネルの生放送を終了し、同チャンネルは同年6月30日に完全に閉鎖された。

## 番組

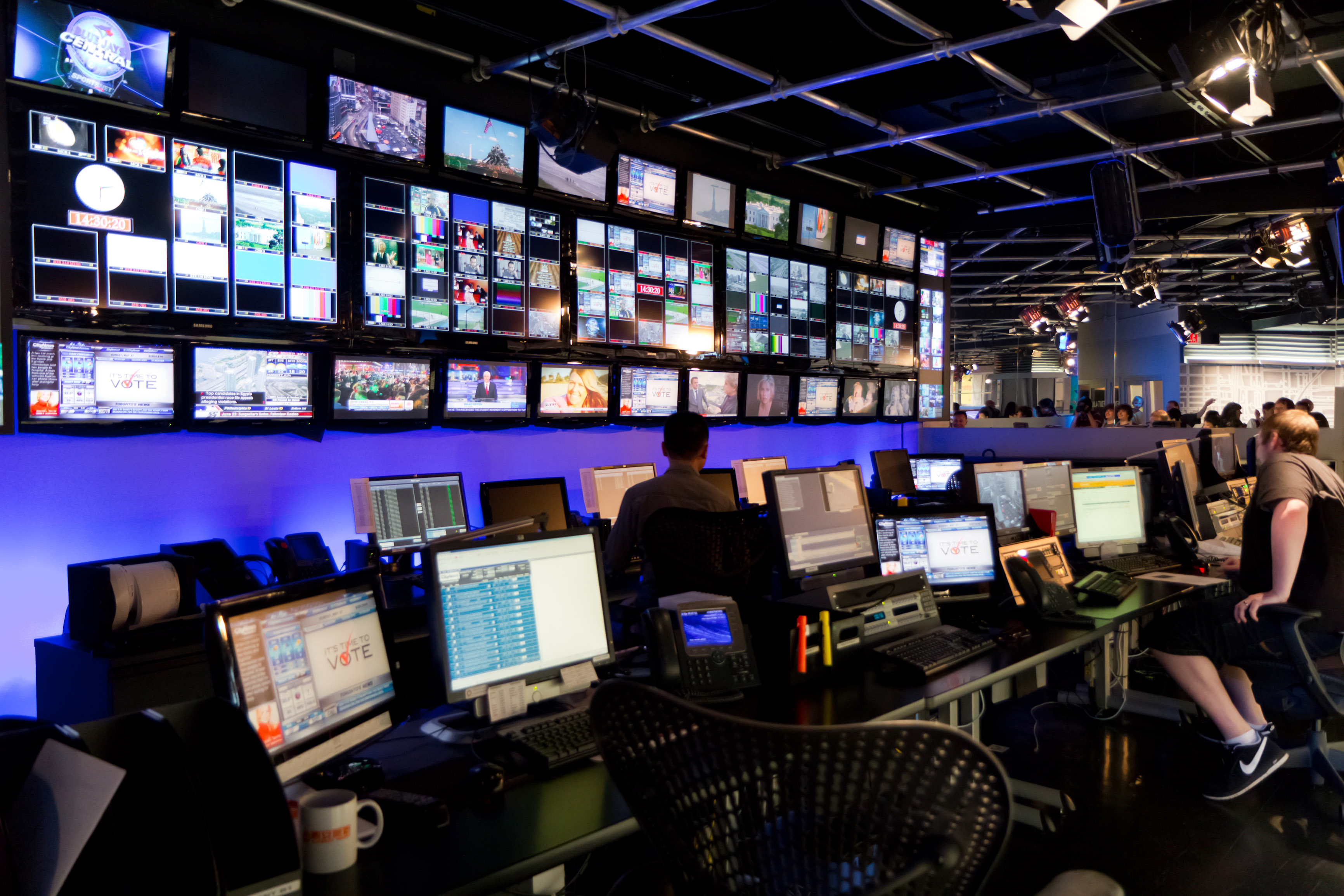
2012年ドアーズ・オープン・トロント期間中のCitytvコントロールルーム

CITY-TVとCitytvシステム/ネットワークは伝統的に、流行に敏感な若者や都市部の視聴者を対象とした番組編成戦略を追求し、SFシリーズ（『スターゲイト』や『スタートレック』のフランチャイズなど）を特集しており、かなりのカルト信奉者がいる。Citytvシステムは、殆どのテレビ局よりも、どちらも非常に深夜に上映されたソフトコア映画のショーケース『ザ・ベイビー・ブルー・ムービー』と『ネイキッドニュース』のテレビ版を含む大人向けの番組を放映することもある。CITYはまた、1986年のデビューから 1992年～1993年シーズンの開始まで、『オプラ・ウィンフリー・ショー』を放映し、番組の放映権はCTVとそのローカル系列局で、2011年に終了するまでトーク番組を放映したCFTO-TVによって購入された。ロジャーズに買収された直後、Citytvの長期にわたる『ザ・グレート・ムービーズ』ブロックは、より多くのシリーズを放送することを支持して終了された。『ザ・グレート・ムービーズ』ブロックの深夜の再放送は、インフォマーシャルに置き換えられた。
また、他の殆どのカナダのテレビ局よりもはるかに多くのローカル番組を制作しており、その中には毎日のトーク番組『CityLine』（最初にディニ・ペティ、次にマリリン・デニス、現：トレーシー・ムーアがホストを務める）、『ザ・ニューミュージック』、『トロント・ロックス』、『ファッションテレビジョン』、『ライフ・オン・ビーナス・アベニュー』、『ムービーテレビジョン』などのマガジンシリーズ、『スピーカーズ・コーナー』などのインタラクティブなシリーズなどがある。同様に、しばしば姉妹ケーブルネットワークとの相乗効果を追求し、マッチミュージック、ブラボー!、スペース、CP24と番組を共有した。また、ネイサン・フィリップス・スクエアからの特別なライブコンサートである『Citytv New Year's Eve Bash』を制作し、同イベントのスポンサーを務めていた（そしていくつかの報道を放送した）が、2013年から2014年にかけてABCと同時放送された『Dick Clark's New Year's Rockin' Eve』に置き換えられた。

### スポーツ番組
2008年3月2日、トロント・ブルージェイズメジャーリーグベースボールの最初の試合、シンシナティ・レッズとのスプリングトレーニングの試合を放映した（Citytvとブルージェイズは両方ともロジャーズ・メディアが所有している）。Citytv加盟局で生放送のスポーツイベントが放映されたのはこれが初めてではなく、CBCと共に『マンデーナイトフットボール』のカナダの放送局としても機能し、アメリカの権利がABCからESPNに、カナダでは2006年にTSNに移行した。ロジャーズ・メディアのNFL放映権の一環として、2007年シーズンのNFLから開始し、シーズン後半の2試合は、CITYとバンクーバーの姉妹局CKVU-TVで毎週放映され、反対の試合はそれぞれのスポーツネットフィードで地域的に放映された。2008年、ビルズ・トロント・シリーズの一部としてロジャーズ・センターで行われた試合が含まれていたバッファロー・ビルズのシーズン前の試合を放送した。2014年から2017年（パッケージのこの部分がTSNとCTV Twoによって買収された時）まで、CBSとの同時放送で『サーズデーナイトフットボール』の試合も放映された。
スポーツネットとナショナルホッケーリーグとの2014～2015年のNHLシーズンからのテレビ契約の下で、Cityネットワークの残りの部分と共に、『ホッケー・ナイト・イン・カナダ』パッケージの一部として土曜夜の試合を放映した。トロント・メープルリーフスの試合は通常、『ホッケー・ナイト』の期間中、CBCテレビジョンとCBLTで放送される。多くの場合、Cityはモントリオール・カナディアンズの試合を放送する。初シーズンでは、Cityは日曜夜の『ロジャーズ・ホームタウン・ホッケー』の試合も放送し、その後、スポーツネットに独占的に移行した。
トロント・ラプターズをフィーチャーした2019年NBAファイナルのゲーム3と5をCITYで同時放送した。同時放送は、ABC系列局に同時代替の権利を強制することを目的としていたため、スポーツネットが制作したテレビ放送ではなく、『NBA on ESPN』テレビ放送を使用した。1995年から1998年までのNBAでのチームの最初の3シーズン中、ラプターズの試合の最初の2つの地域放送局（当時は共同所有のCKVRと並んで）の1つでもあった。

### ニュース運用
CITY-DTは、地元で制作されたニュース番組を毎週34時間半放送する（平日：6時間半、土日：それぞれ2時間）。ニュース番組に費やされる時間数に関しては、グレーター・トロント・エリア市場のテレビ局の中で最大のローカルニュース放送であり、オンタリオ州のどの放送局よりも最大である。また、2006年から2010年の間にウィニペグ、エドモントン、カルガリー、バンクーバーの姉妹局での地元の昼と夜のニュース放送が終了されたため、Citytvネットワークで直営されている唯一の放送局であり、本格的なニュース部門を運営している。トロント以外では、CitytvのO&O姉妹局でローカルに制作された番組は現在、1989年9月にCITYで始まった番組である朝のニュース・トーク番組フランチャイズ『ブレックファスト・テレビジョン』のローカルバージョンに限定されている。何年もの間、CITYは深夜のニュース番組を22:00に放送していた（そのため、プライムタイムの最後の時間にローカルニュース番組を放送する数少ないカナダのテレビ局の1つであり、アメリカ国境を越えたより一般的な慣行である）。Citytvがテレビシステムになり、プライムタイムのスケジュールを主にアメリカの番組のラインナップに変更した後、CITYは深夜ニュース放送を23:00に変更した。
2010年1月19日、ロジャーズ・メディアは、Citytv加盟局での大規模なリストラとレイオフの一環として、『CityNews at Noon』、『CityOnline』、『CityNews at Five』、Citytvの国内・国際ニュース番組『CityNews International』、及びCITYの週末の夕方のニュース番組の即時終了を発表した。解雇された人々の中には、長年の18:00の共同アンカーであるアン・ムロツコフスキーと6人のリポーター（ファラー・ナーサル、ジー・ユン・リー、ローラ・ディ・バティスタ、マリアンヌ・ディマン、メレラ・フェルナンデス、マイケル・セラピオ）がいた。パム・シアトルも解雇されたが、1ヶ月後に戻った。
週末18:00と23:00のニュース番組が2011年3月に復活し、続いて平日の『CityNews at Five』が復活し、同年9月5日に『ブレックファスト・テレビジョン』の30分間の拡大が行われた（開始時間が5:30に変更され、結果として3時間半に拡大された）。同年10月3日、『ブレックファスト・テレビジョン』とその毎晩23:00のニュース番組『CityNews Tonight』の30分間の延長番組の制作を開始し、CityNews Channelでの独占放送を開始した（これらは、週末18:00のニュース放送の30分間の延長とともに、翌年CITY-DTでも放映が開始され、CityNews Channelが運営を停止すると、CITY専用になった）。
2012年4月14日、土曜日7:00から8:00まで、日曜日7:00から9:00まで、CityNews Channelの朝のニュース番組の同時放送を開始し、週末朝にニュース番組を放送するトロント市場の唯一のテレビ局になった。これは、CityNews Channelが2013年5月に生放送を中止した時に終了し、CITYはその期間をインフォマーシャルとライフスタイル番組の組み合わせで埋めた。2012年8月13日、毎晩23:00のニュース番組『CityNews Tonight』を1時間に拡大し、番組をトロント市場で唯一の1時間の深夜ニュース番組にした。2013年9月、平日17:00のニュース番組が『The 5』に改称された。

### 注目の現役スタッフ
- ケビン・フランクイッシュ（英語版） - ドキュメンタリーと特別プロジェクト。以前は平日朝の『ブレックファスト・テレビジョン』（最終出演日：2018年6月1日）
- トレーシー・ムーア（英語版） - ホスト
- シンシア・マリガン（英語版） - 総務リポーター
- ディナ・プリエーゼ（英語版） - 平日朝の『ブレックファスト・テレビジョン』

#### 著名な元放送スタッフ
- サリア・アシュラス（英語版） - 後にABC、次にCBSに所属
- ダン・エイクロイド - 初代スタッフアナウンサー（1972年 - 1973年、トロントのセカンド・シティに在籍; 後に1975年 - 1979年まで『サタデー・ナイト・ライブ』のレギュラーレパートリープレーヤー; 1980年からハリウッドを拠点とする俳優、監督、プロデューサー）
- ヒュー・バリル（英語版） - 週末のスポーツアンカー; スポーツリポーターも務める（現：スポーツネット（英語版）で）
- ビル・キャメロン（英語版） - 後にCBCに所属; 2005年3月12日死去
- ランス・チルトン（英語版） - CityNews/CP24（英語版）リポーター; その後、共同アンカーとしてバリーのCKVR（英語版）に移籍（現：バリーのロイヤル・ルページ（英語版）・チルトン・チームのオーナー）
- ジョジョ・チントウ（英語版） - CityNews/CP24リポーター（後にエル・ムンド・ハビタット・デベロップメント・コーポレーション社長）
- デニス・ドンロン（英語版） - 後にソニー・カナダ（英語版）CEO、2008年から2011年までCBCラジオ（英語版）英語サービスのエグゼクティブ・ディレクターを務める
- ドワイト・ドラモンド（英語版） - 犯罪担当スペシャリスト（現：CBCトロントの夜間共同アンカー）
- マーク・デイリー（英語版） - 『CityNews Tonight』アンカー/コンティニュイティーアナウンサー（2010年12月6日死去）[26]
- メアリー・ガロファロ（英語版） - 後にニューヨークのWNYW-TVに所属; グローバル『16x9 - ザ・ビガー・ピクチャー（英語版）』元ホスト
- メリッサ・グレロ（英語版） - CityNewsアンカー/リポーター（現：CTV『ザ・ソーシャル（The Social）』共同ホスト）
- エイブリー・ヘインズ（英語版） - 総務リポーター（現：CTV『W5（英語版）』に所属）
- ローン・ホニックマン（英語版） - CityPulse/CityNews法律担当スペシャリスト（後にCP24『リーガル・ブリーフス（Legal Briefs）』ホスト）
- キャスリン・ハンフリーズ（英語版） - 主任スポーツアンカー; 平日夜の『CityNews Tonight』（専業主婦になるために退職）
- ボブ・ハンター（英語版）（グリーンピースの共同創設者; 2005年5月2日に死去）
- アンドリュー・クリスタル（英語版） - 元総務リポーターで、以前はCFAM（英語版）ラジオに所属していた
- アヴィ・ルイス（英語版）（後にCBCに所属、現：アルジャジーラ・イングリッシュ（英語版）に所属）
- スティーブン・ルイス（英語版） - コメンテーター（後に国連のカナダ大使に任命され、公務から引退）
- ブライアン・リネハン（英語版） - 『シティー・ライツ（英語版）』のホスト（1973年 - 1988年; 2004年死去）
- アンバー・マッカーサー - CityNewsニューメディアスペシャリスト（現：CP24ニューメディアスペシャリスト）
- ゴード・マルティノー（英語版） - 平日のアンカー（2016年退職）
- ジム・マッケニー（英語版）（2009年後半に退職）
- トレーシー・ムーア（英語版） - 『ブレックファスト・テレビジョン』とCityNewsリポーター（現：『CityLine（英語版）』ホストを務めている）
- アン・ムロツコフスキー（英語版）（2010年1月に解雇され、その後2013年までグローバル・トロント『ニュースアワー』共同アンカーを務めた）
- ファラー・ナーサル（英語版）（2010年1月に解雇、現：グローバル・トロントの『イブニングニュース』共同アンカー）
- デイビッド・オンリー（英語版） - CityNews科学技術担当スペシャリスト、CP24アンカー及び『ホームページ（Homepage）』のホスト（2007年9月にオンタリオ州副知事（英語版）に就任）
- ディニ・ペティ（英語版） - 『CityPulse』共同アンカー、後に『CityLine』ホスト（後にCTVの『ディニ・ペティ・ショー（英語版）』のホスト、2010年秋に『CityLine』のゲストホスト）
- アレックス・ピアソン（英語版） - 総務リポーター（後に2011年までトロントのグローバルニュースに所属（現：コーラスのラジオトーク番組のホスト、元：トロントのサン・ニュース・ネットワーク（英語版）で共同アンカーまたは朝の番組を務めていた）
- ジョン・ロバーツ（英語版）（クレジット:J・D・ロバーツ（J.D. Roberts）） – 18:00のエンターテイメントリポーター/『CityPulse Tonight』週末アンカー（後にCBSニュースのアンカー、次にCNNの『アメリカン・モーニング（英語版）』平日アンカーを務め、現：FOXニュースチャンネルでホワイトハウス担当記者を務めている）
- アン・ローマー（英語版） - 『ブレックファスト・テレビジョン』ホスト、CityNewsのアンカー、『CityOnLine』ホスト（現：CP24主任アンカー）
- オマール・サチェディナ（英語版） - 総務リポーター（現：『CTVナショナルニュース』平日アンカー）
- ジョン・サンダース（英語版） - スポーツキャスター（後にESPNに所属、2016年死去）
- ピーター・シルバーマン（英語版） - CityNews「グッド・サマリタン（Good Samaritan）」（Citytvがロジャーズ・コミュニケーションズに買収された後、解雇された。その後、ラジオ局CFRB（英語版）で『ピーター・シルバーマン・ショー（The Peter Silverman Show）』ホストを務めた。2021年10月7日死去）
- ジェニファー・ヴァレンタイン（英語版） - 『ブレックファスト・テレビジョン』の「ライブ・アイ（Live Eye）」リポーター（現：Q107（英語版）のラジオ朝の共同ホスト及びWネットワーク（英語版）との『バチェロレット・カナダ・アフター・ショー（The Bachelorette Canada After Show）』ホスト）

## 技術情報

### サブチャンネル
| チャンネル | 解像度 | アスペクト比 | ショートネーム | 番組編成                 |
| ---------- | ------ | ------------ | -------------- | ------------------------ |
| 57.1       | 1080i  | 16:9         | City HD        | メインCITY-DT番組/Citytv |

### アナログからデジタルへの変換
CITYは2003年1月16日にATSC DTV規格を使用したデジタル信号の試験送信を開始し、1ヶ月半後の同年3月3日に通常のデジタル送信を開始し、デジタルテレビ信号を運用するカナダで最初の放送局になった。CITY-TVは、CRTCが指定した強制市場のカナダのテレビ局がアナログからデジタル放送に移行した2011年8月31日に、UHFチャンネル57でのアナログ信号を停止した。局のデジタル信号は、移行前のUHFチャンネル53から移行後のUHFチャンネル44に再配置された。PSIPを使用することで、デジタルテレビ受信機は局の仮想チャンネルを、移行の結果として放送用途から削除された高帯域UHFチャンネル（52～69）の1つである以前のUHFアナログチャンネル57として表示する。

### 送信所
| 放送局    | 放送地域免許   | チャンネル （RF/VC） | ERP    | HAAT             | 送信所座標                                                       |
| --------- | -------------- | -------------------- | ------ | ---------------- | ---------------------------------------------------------------- |
| CITY-DT-2 | ウッドストック | 31（UHF） 31         | 20 kW  | 293.0 m (961 ft) | 北緯43度2分46秒 西経80度46分4秒 / 北緯43.04611度 西経80.76778度  |
| CITY-DT-3 | オタワ         | 17（UHF） 65         | 5.1 kW | 215.4 m (707 ft) | 北緯45度13分2秒 西経75度33分49秒 / 北緯45.21722度 西経75.56361度 |